# Serenadă Rap
„Serenadă Rap” este o melodie extrasă de pe albumul de debut al rapperului român, Junky. Piesa este o colaboare cu Maximilian și MefX.
„Serenadă Rap” este un produs Okapi Sound, muzica fiind semnată de Mitză (Agresiv) alături de Junky pe versuri de Maximilian și Junky într-o postproducție audio de Grasu XXL.
Videoclipul a reușit să adune unii dintre cei mai populari rapperi: Grasu XXL, Guess Who, Skizzo Skillz, Deliric și Maximilian, iar premiera a avut loc pe Music Channel, în cadrul emisiunii Hip-Hop-Hour pe 27 iulie 2011.

Întrebat de ce a ales să facă o serenadă rap, Junky a răspuns:
„Că n-o făcuse nimeni rap.”
 „De cine crezi ca a fost mai bine primită: de fetele care visează ca băiatul să le cânte sub geam sau de băieții care se regăsesc în versuri?” este o întrebare pusă acestuia, iar el răspunde astfel:
„Se pare că de ambele părți. Fetele așteaptă tot timpul să prindă vreunul care să vină săracu' să le spună câte-n stele și-n lună, iar băieții de multe ori se eschivează ca asta nu-i chestie de bărbați, băi nene. Așa că am zis să dau eu tonul și să le arăt cum aș face eu o serenadă.”

## Personal
- Regie: CevaDeVis
- Muzică: Junky / Mitză (Agresiv)
- Text: Junky / Maximilian
- Mix & Master: Grasu XXL de la OkapiSound
- Scratch: DJ OldSkull
- Voci adiționale: Virgil Tziplescu

Sursă: 